# Kaypro
Kaypro Corporation ili skraćeno Kaypro ime je za ugaslu američku tvrtku koja je proizvodila CP/M i PC kompatibilna računala tokom 1980-tih. Tvtku je osnovala tvrtka Non-Linear System u cilju razvoja i proizvodnje računala koja bi se natjecala s tada popularnim portabilnim računalom Osborne 1. Kaypro je uspjela razviti liniju portabilnih računala koja su se prodavala sa zbirkom softvera, kombinacija dobrog sklopovlja i zbirke softvera omogućila je Kaypru da se izbije na vrh CP/M tržišta. 